# Approssimante retroflessa sorda
L'approssimante retroflessa sorda è un suono consonantico utilizzato in alcune lingue parlate, il suo simbolo nell'alfabeto fonetico internazionale è ⟨ɻ̊⟩.

## Simbolo
Il suo simbolo è una approssimante retroflessa sonora ⟨ɻ⟩ ma con un segno diacritico sinistro per indicare che le corde vocali non vengono utilizzate.

## Caratteristiche
- il suo modo di articolazione è approssimante, che si trova fra un'articolazione consonantica e vocalica;
- Il suo luogo di articolazione è retroflesso, perché nel pronunciare tale suono la punta della lingua si flette all'indietro toccando il palato.
- è una consonante sorda, in quanto questo suono è prodotto solo dal sibilare dell'aria e non dalle corde vocali.

## Occurrenza
| Lingua   | Lingua   | Parola | AFI    | Significato | Appunti                              |
| -------- | -------- | ------ | ------ | ----------- | ------------------------------------ |
| Faroense | Faroense | bert   | [pɛɻ̊ʈ] | 'solo'      | Allofono Approssimante sordo di /r/. |